# Copa Libertadores de Fútbol Playa
La CONMEBOL Libertadores Fútbol Playa (en portugués: Copa Libertadores de Futebol de Areia), también conocida como Copa Libertadores de Fútbol Playa, es una competencia continental anual de clubes de fútbol playa, organizada por la Conmebol, fundada en 2016.
Desde 2017, el torneo se disputa entre los campeones nacionales de las diez naciones sudamericanas que son miembros de la CONMEBOL. El campeón  de la edición anterior y un club adicional del país anfitrión también participan, llevando el número total de participantes a doce. Es, por lo tanto, el principal campeonato de fútbol de playa de clubes en Sudamérica, y los ganadores se convierten en campeones continentales.
El club Vasco da Gama es el actual campeón después de ganar la edición 2024, conquistando su cuarto título en esta competición.

## Palmarés
| Año           | Sede           | Campeón                                | Final Resultado                        | Subcampeón                             | Tercer lugar                           | Resultado                              | Cuarto lugar                           |
| ------------- | -------------- | -------------------------------------- | -------------------------------------- | -------------------------------------- | -------------------------------------- | -------------------------------------- | -------------------------------------- |
| 2016 Detalles | Santos         | Vasco da Gama                          | 8:1                                    | Rosario Central                        | Deportes Iquique                       | 4:1                                    | Punta Hermosa                          |
| 2017 Detalles | Lambaré        | Vasco da Gama                          | 8:5                                    | Malvín                                 | Universidad Autónoma                   | 9:7                                    | Garden Club                            |
| 2018 Detalles | Río de Janeiro | Vitória                                | 8:8 (3-2 pen.)                         | Vasco da Gama                          | Sampaio Corrêa                         | 5:4                                    | Acassuso                               |
| 2019 Detalles | Luque          | Vasco da Gama                          | 7:5                                    | Cerro Porteño                          | Acassuso                               | 7:6                                    | Mónagas Dífalo                         |
| 2020          | Rosario        | Cancelado por la pandemia de COVID-19. | Cancelado por la pandemia de COVID-19. | Cancelado por la pandemia de COVID-19. | Cancelado por la pandemia de COVID-19. | Cancelado por la pandemia de COVID-19. | Cancelado por la pandemia de COVID-19. |
| 2021          | Rosario        | Cancelado por la pandemia de COVID-19. | Cancelado por la pandemia de COVID-19. | Cancelado por la pandemia de COVID-19. | Cancelado por la pandemia de COVID-19. | Cancelado por la pandemia de COVID-19. | Cancelado por la pandemia de COVID-19. |
| 2022 Detalles | Iquique        | Presidente Hayes                       | 6:5                                    | Sampaio Corrêa                         | Acassuso                               | 4:3                                    | Alto Hospicio                          |
| 2023 Detalles | Luque          | San Antonio                            | 3:1                                    | Presidente Hayes                       | Libertad                               | 8:5                                    | Unión Lurín                            |
| 2024 Detalles | Luque          | Vasco da Gama                          | 5:2                                    | Sportivo Luqueño                       | Centauros                              | 4:3                                    | 24 de Setiembre                        |

- CONMEBOL organizó conjuntamente la edición de 2016 con Beach Soccer Worldwide.[2]

## Títulos por equipo
| Equipo               | Campeón                    | Subcampeón | Tercer lugar   | Cuarto lugar |
| -------------------- | -------------------------- | ---------- | -------------- | ------------ |
| Vasco da Gama        | 4 (2016, 2017, 2019, 2024) | 1 (2018)   |                |              |
| Presidente Hayes     | 1 (2022)                   | 1 (2023)   |                |              |
| Vitória              | 1 (2018)                   |            |                |              |
| San Antonio          | 1 (2023)                   |            |                |              |
| Sampaio Correa       |                            | 1 (2022)   | 1 (2018)       |              |
| Rosario Central      |                            | 1 (2016)   |                |              |
| Malvín               |                            | 1 (2017)   |                |              |
| Cerro Porteño        |                            | 1 (2019)   |                |              |
| Sportivo Luqueño     |                            | 1 (2024)   |                |              |
| Acassuso             |                            |            | 2 (2019, 2022) | 1 (2018)     |
| Deportes Iquique     |                            |            | 1 (2016)       |              |
| Universidad Autónoma |                            |            | 1 (2017)       |              |
| Libertad             |                            |            | 1 (2023)       |              |
| Centauros            |                            |            | 1 (2024)       |              |
| Punta Hermosa        |                            |            |                | 1 (2016)     |
| Garden Club          |                            |            |                | 1 (2017)     |
| Mónagas Dífalo       |                            |            |                | 1 (2019)     |
| Alto Hospicio        |                            |            |                | 1 (2022)     |
| Unión Lurín          |                            |            |                | 1 (2023)     |
| 24 de Setiembre      |                            |            |                | 1 (2024)     |

### Títulos por país
| País      | Campeón | Subcampeón | Tercer lugar | Cuarto lugar |
| --------- | ------- | ---------- | ------------ | ------------ |
| Brasil    | 5       | 2          | 1            |              |
| Paraguay  | 2       | 3          | 2            | 2            |
| Argentina |         | 1          | 2            | 1            |
| Uruguay   |         | 1          |              |              |
| Chile     |         |            | 1            | 1            |
| Perú      |         |            |              | 2            |
| Venezuela |         |            | 1            | 1            |